# مروان مادو
مروان مادو (عربی: مروان مادو؛ زادهٔ ۲۰ ژانویهٔ ۱۹۹۱) یک ورزشکار اهل عربستان سعودی است.
از باشگاه‌هایی که در آن بازی کرده‌است می‌توان به باشگاه فوتبال النصر عربستان سعودی اشاره کرد.